# Gloria Lasso
Gloria Lasso, pseudonimo di Rosa Coscolin Figueras (Vilafranca del Penedès, 25 ottobre 1922 – Cuernavaca, 4 dicembre 2005), è stata una cantante spagnola.

## Biografia
Nacque come Rosa Coscolin Figueras a Vilafranca del Penedès, Catalogna (Spagna). Dopo un'infanzia che ella stessa, in seguito, avrebbe definito molto dura, cominciò ad esibirsi nei locali e nelle sale da ballo dall'età di 15 anni. Nel 1954 si stabilì in Francia. Fu molto popolare negli anni Cinquanta e Sessanta con canzoni sentimentali come Amour, castagnettes et tango (1955), Etranger au paradis (1956, la versione francese di Stranger in paradise di Tony Bennett), Buenas noches mi amor (1957) e Bon voyage (1958). Nel 1956 incise la canzone Padre che successivamente fu cantata, nella versione inglese, persino da Elvis Presley il quale, in un'intervista del 1958, la definiva la sua canzone preferita. La Lasso si esibì, nel corso della propria carriera, anche per il Presidente francese Charles de Gaulle, per quello americano John F. Kennedy e per la regina Elisabetta II. Vinse tre dischi d'oro ed uno di platino. Superata in popolarità da cantanti più giovani come Dalida, Gloria Lasso emigrò in Messico dove continuò a cantare fino alla tarda età. Nel 1985, in occasione di un concerto all'Olympia di Parigi, tornò in Francia, Paese verso il quale dichiarava profonda gratitudine per averle dato popolarità e benessere, strappandola alla povertà della sua prima giovinezza in Spagna.
L'essersi sposata almeno sei volte, in generale con uomini più giovani di lei, le ha attribuito l'appellativo di "divoratrice di uomini". Al contrario, ella si riteneva molto saggia poiché diceva di non ingannare i suoi mariti, preferendo invece cambiarli allorché non fossero più in grado di soddisfarla.
Il revival kitsch di questi ultimi anni l'ha riportata in voga, facendone un'icona gay. Le sue canzoni (spesso d'amore) sono del resto particolarmente leggere e melodiche, con ampio uso di violini, chitarre, trombe e nacchere.
Tenne il suo ultimo concerto, a Cuernavaca, l'11 novembre 2005, meno di un mese prima della morte. Morì per un infarto il 4 dicembre 2005, mentre stava seduta nella sua casa a Cuernavaca. Lasciò tre figlie, sei nipoti ed otto bisnipoti. Dopo il funerale, i suoi resti furono cremati.